# Hendrik IV van Waldeck
Hendrik IV van Waldeck, ook Hendrik II, (rond 1282/1290 - 1 mei 1348) was van 1305 tot 1344 graaf van Waldeck. Hij was de tweede heersende graaf met deze naam en wordt daarom ook wel aangeduid als Hendrik II, maar aangezien er in het huis Waldeck ook al de niet-regerende Hendrik II en Hendrik III zijn, is de meest  gebruikelijke telling Hendrik IV.

## Levensloop
Hendrik IV was de oudste zoon van Otto I van Waldeck en Sophie van Hessen, dochter van landgraaf Hendrik I van Hessen.
Hendrik was sinds 1305, net zoals zijn vader, landdrost in Noordhessen en Eichsfeld in dienst van het aartsbisdom Mainz. In 1306, direct na het begin van zijn regeerperiode, liet Hendrik de Wetterburg bouwen. Daarbij ontstond een geschil met de aartsbisschop van Keulen, Hendrik II van Virneburg. Die voerde aan dat de Wetterburg gelegen in het gebied van het hertogdom Westfalen behoorde tot Keulen, en eiste de sloop ervan. Hendrik vond het kasteel zijn bezit uit een oude erfenis en herbouwde het alleen. De kwestie resulteerde in een lange rechtszaak. In 1310 verkreeg de aartsbisschop daarvoor een gunstig oordeel van hertog Erik van Saksen. Hendrik van Waldeck diende daarop weer een bezwaarschrift in. Aangezien de arbiters partijdig waren bleef een arbitragevonnis daarna ook zonder gevolg. Hendrik protesteerde daarna ook tegen de bezetting van Marsberg door de bevolking van Keulen en tegen hun claim op Medebach en Canstein. Bisschop Lodewijk van Münster, die uit het huis Hessen kwam en verre familie was van graaf Hendrik, besloot echter dat de inwoners van Keulen de bezetting van Marsberg konden behouden tot de vernietiging van de Wetterburg. In 1325 werd een compromis gesloten waarbij de Wetterburg tussen de Waldeck en Keulen werd gedeeld.
Om onbekende redenen werd Hendrik rond 1307 gearresteerd door aartsbisschop Peter van Mainz (Peter van Aspelt). In maart 1308 werd een document uitgegeven, voorzien van een zegel van koning Albrecht I, volgens welke beide partijen zich hadden verzoend. Waarna Hendrik werd vrijgelaten uit hechtenis. In 1312 beloofde hij landgraaf Otto I van Hessen steun in zijn strijd tegen de hertogen van Brunswijk. Tegen de Brunswijkers, die ook oorlog voerden met de aartsbisschop van Mainz, liet hij in de buurt van kasteel Schonenberge een kasteel bouwen. In 1313 sloot hij een alliantie met aartsbisschop Peter van Mainz. Heinrich von Waldeck en graaf Willem van Arnsberg deelden in 1315 het bezit van de voorheen gezamenlijk beheerde graafschap Rüdenberg. Vanwege trouwe dienst aan keizer Lodewijk droeg hij hem in 1323 de bescherming over van de vrije rijksstad Dortmund en het toezicht op de Joden in deze stad. In 1337 werd hem ook de bescherming van de Joden in de bisdommen van Münster en Osnabrück overgedragen. Daarmee werd hij ook belast met het innen van de belastingen van de Joden aan de keizer. De adellijke heren van Grafschaft droegen Hendrik in 1332 de helft van het kasteel in Nordenau over. Later werden extra rechten aan dit kasteel toegekend.
In 1344 wilde Heinrich om gezondheidsredenen stoppen met zijn regeringsverantwoordelijkheden. Met instemming van zijn zonen werd een erfcontract gesloten dat voorzag dat het graafschap in de toekomst niet zou worden gesplitst en slechts één nazaat tegelijk de titel graaf van Waldeck zou dragen. Deze bepaling duurde echter niet lang of er kwam toch een verdeling van hun bezittingen.
Hendrik werd begraven in de grafkapel van St.-Nicolaas in het klooster Marienthal in Netze. Daar bevindt zijn nog steeds zijn grafsteen.

## Familie
Hendrik trouwde in 1304 met Adelheid van Kleef (overleden na 26 juli 1327), een dochter van Diederik VIII van Kleef. Met haar had hij meerdere kinderen.
- Otto; was de oudste en volgde zijn vader op als Otto II.
- Diederik; was kanunnik in Keulen, Münster en Mainz.
- Hendrik; was ook kanunnik en had prebenden in Keulen en Minden; hij werd provoost van Minden.
- Elisabeth (overleden vóór 22 juni 1385); trouwde met graaf Johan van Nassau-Hadamar (overleden tussen 12 november 1364 en 20 januari 1365), zoon van graaf Emico I.
- Armgard; werd gravin van Diepholz.
- Mechthild; over haar is niets anders bekend.